# Верный (сеть магазинов)
«Верный» — российская сеть продовольственных магазинов «у дома». Основана в 2012 году Андреем Рогачёвым. Юридическое наименование — ООО «Союз Святого Иоанна Воина». Сеть объединяет около 1100 магазинов в Северо-Западном, Центральном, Уральском и Приволжском федеральных округах.

## История
Торговая сеть основана в 2012 году предпринимателем Андреем Рогачёвым (основатель торговых сетей «Пятёрочка» и «Карусель») после того, как в 2011 году он покинул X5 Retail Group. Первые магазины были открыты в октябре 2012 года в Санкт-Петербурге.
С момента основания сеть использовала систему электронных ценников, но позднее отказалась от неё. Развивается продажа товаров под собственными торговыми марками.
В 2017 году сеть провела акцию, участники которой имели возможность получить денежный приз в размере 50 тысяч рублей и другие призы при официальной смене фамилии на Верный/Верная. В 2021 году акция была запущена повторно.
В 2018 году «Верный» внедрил программу лояльности.
В 2019—2020 годах «Верный» внедрил систему доставки товаров на дом. Партнёрами сети являются «Яндекс Еда», «Деливери» и «Купер». В 2024 году сеть запустила доставку продуктов под брендом «Мясная лавка».
В 2022 году «Верный» выкупил 37 магазинов, ранее принадлежавших торговой сети «Дикси».
В июне 2024 года торговая сеть в течение нескольких дней подвергалась хакерской атаке, в результате которой оказались недоступны безналичная оплата в магазинах, онлайн-заказы, сайт и онлайн-приложение. 

## Финансовые показатели и рейтинги
По итогам 2014 год за счёт увеличения оборота на 141% (до 16,9 млрд руб.) «Верный» стал самым быстрорастущим ритейлером согласно рейтингу топ-100 крупнейших ритейлеров от Infoline, заняв 66 место.
В 2019—2022 годах «Верный» входил в топ-300 рейтинга крупнейших компаний России по объему реализации продукции — RAEX-600.
В 2022 году выручка сети составила 117,1 млрд руб., валовая прибыль — 28,87 млрд руб., чистая прибыль — 75,17 млн руб.. По итогам года «Верный» занял 23 место в ежегодном рейтинге крупнейших компаний розничной торговли INFOLine Retail Russia Top-100. 
В 2023 году выручка увеличилась до 123,8 млрд руб., валовая прибыль — до 29,5 млрд руб., чистая прибыль — до 220,23 млн руб.. 
В 2024 году выручка сети увеличилась  на 10,6% по сравнению с предыдущим годом и составила 137 млрд рублей. 

## Магазины
По состоянию на 2022 год в сети насчитывалось более 1,1 тыс. магазинов в Москве, Санкт-Петербурге, Екатеринбурге, Казани, Республике Татарстан, Московской, Ленинградской, Владимирской, Калужской, Тульской, Ярославской, Тверской, Новгородской и Свердловской областях с численностью сотрудников более 11 тыс. человек.